# 14116 Ogea
14116 Ogea eller 1998 QC40 är en asteroid i huvudbältet som upptäcktes den 17 augusti 1998 av LINEAR i Socorro County, New Mexico. Den är uppkallad efter Amanda H. Ogea.
Asteroiden har en diameter på ungefär 3 kilometer.